# Brunner (jezioro)

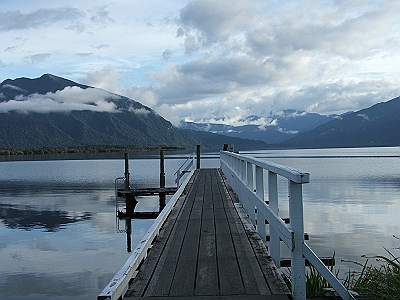
Jezioro Brunner

Brunner – największe jezioro w północno-zachodniej części Wyspy Południowej w Nowej Zelandii. Jezioro obejmuje powierzchnię 40 km².